# ایچیرو اوزاوا
ایچیرو اوزاوا (به ژاپنی: 小沢一郎, Ozawa Ichirō)؛ زادهٔ ۲۴ مهٔ ۱۹۴۲) سیاستمدار اهل ژاپن است. از سال ۱۹۶۹ عضو مجلس نمایندگان (ژاپن) بوده‌است، به نمایندگی از ناحیه ۳ ایواته (منطقه دوم ایواته قبل از انتخابات عمومی ۱۹۹۶ و ناحیه ۴ ایواته قبل از انتخابات ۲۰۱۷ انتخابات عمومی). به دلیل نفوذش در پشت پرده سیاسی، اغلب به او لقب «سایه شوگون» داده می‌شود.